# Podul Sănătăuca–Camenca
Podul Sănătăuca–Camenca este un pod peste Nistru din Republica Moldova, care, face legătura dintre localitățile Sănătăuca din raionul Florești și Camenca din Raionul Camenca, în plan rutier.

## Istoric

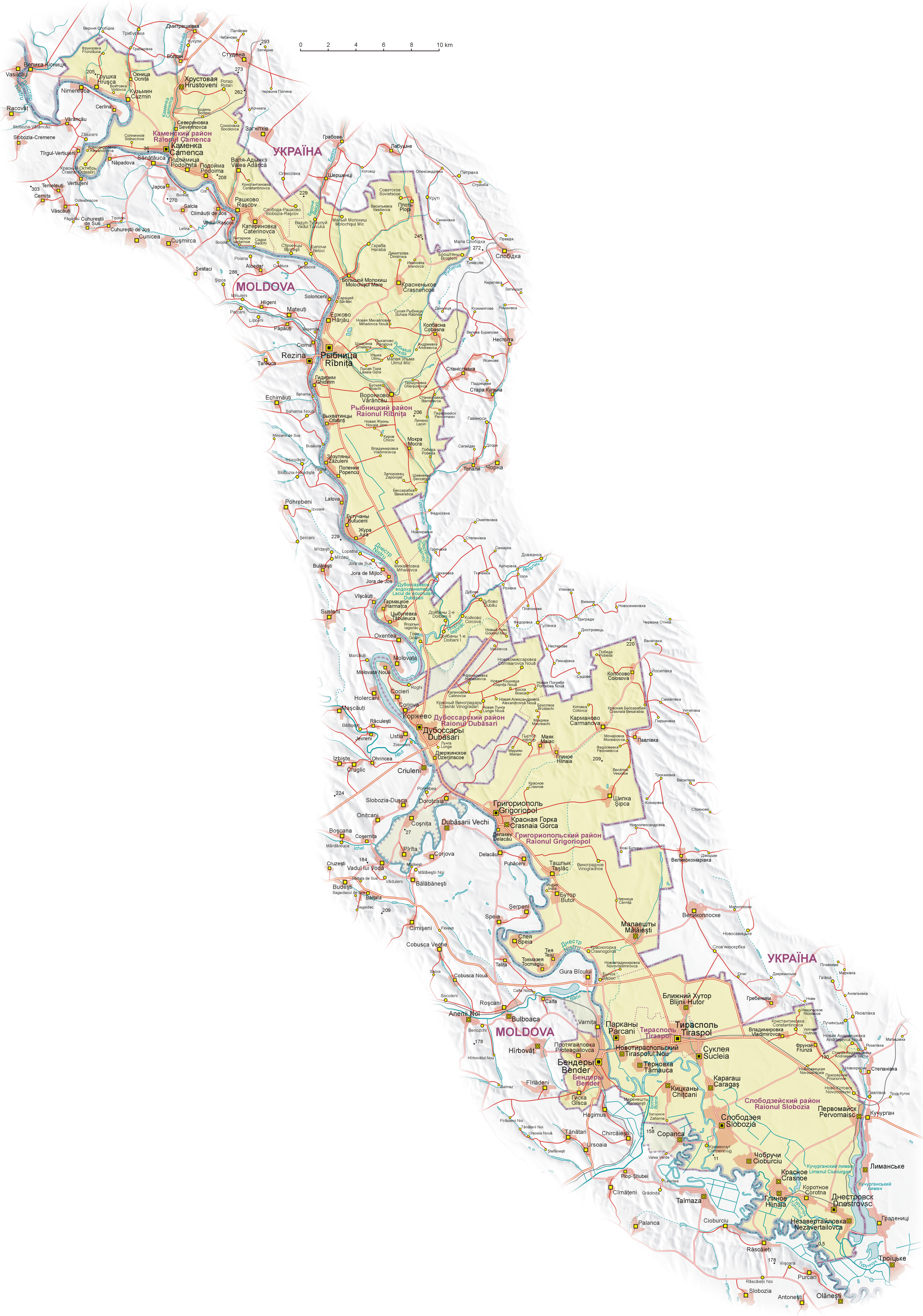
Legături cu raioanele Republicii Moldova din stânga Nistrului.

În locul actualului pod, în secolul al XIX-lea se afla un pod de pontoane care la 1889 aparținea cneazului Wittgenstein (urmaș al lui Peter Wittgenstein⁠(en)[traduceți]) și lângă care funcționa un port fluvial.

## Vezi si
- Transportul în Republica Moldova